# Isan
Isǎn (även Isaan, Issan, Esarn; på thai/isǎn: อีสาน) är den nordöstra delen av Thailand. Den ligger på Khoratplatån och avgränsas av Mekongfloden i nord och öst (på andra sidan Mekong ligger Laos), i söder av Kambodja och i väst av Phetchabunbergen mot centrala Thailand.
Isǎn är Thailands fattigaste region. Huvudnäringen är jordbruk.
Huvudspråket i området är isǎn (som är nära besläktat med laotiska), men thai är också utbrett, och i de sydliga områdena talas även khmer. Den största delen av befolkningen är laotisk.

## Administration
Isan är indelat i 20 provinser:
- Amnat Charoen (อำนาจเจริญ)
- Bueng Kan (บึงกาฬ)
- Buri Ram (บุรีรัมย์)
- Chaiyaphum (ชัยภูมิ)
- Kalasin (กาฬสินธุ์)
- Khon Kaen (ขอนแก่น)
- Loei (เลย)
- Maha Sarakham (มหาสารคาม)
- Mukdahan (มุกดาหาร)
- Nakhon Phanom (นครพนม)
- Nakhon Ratchasima (นครราชสีมา)
- Nong Bua Lam Phu (หนองบัวลำภู)
- Nong Khai (หนองคาย)
- Roi Et (ร้อยเอ็ด)
- Sakon Nakhon (สกลนคร)
- Si Sa Ket (ศรีสะเกษ)
- Surin (สุรินทร์)
- Ubon Ratchathani (อุบลราชธานี)
- Udon Thani (อุดรธานี)
- Yasothon (ยโสธร)